# Thecla marmous
Thecla marmous är en fjärilsart som beskrevs av Druce. Thecla marmous ingår i släktet Thecla och familjen juvelvingar. Inga underarter finns listade i Catalogue of Life.